# Campeonato Asiático de Corta-Mato de 2012
A 11ª edição do Campeonato Asiático de Corta-Mato ocorreu no dia 24 de março de 2012 em Qingzhen na China. A categoria por equipes foi constituída de três atletas para cada nacionalidade o que contou pontos na classificação final.

## Medalhistas
Esses foram os resultados do campeonato. 
| Evento                      | Ouro                            | Prata                            | Bronze                          |
| --------------------------- | ------------------------------- | -------------------------------- | ------------------------------- |
| Senior Masculino individual | Gebre Alemu Bekele · Bahrein    | Mootumaa D. Regassa · Bahrein    | Gelasa Bilisuaa Shuii · Bahrein |
| Senior Masculino por equipe | Bahrein                         | Japão                            | Arábia Saudita                  |
| Junior Masculino individual | Baba Shota · Japão              | Yamamoto Yudai · Japão           | Machizawa Taiga · Japão         |
| Junior Masculino por equipe | Japão                           | China                            | Arábia Saudita                  |
| Senior Feminino individual  | Habtegebrel S. Eshete · Bahrein | Chalchissa Tejitu Daba · Bahrein | Regasa Genzeb Shumi · Bahrein   |
| Senior feminino por equipe  | Bahrein                         | China                            | Japão                           |
| Junior Feminino individual  | Uehara Miyuki · Japão           | Yano Shiori · Japão              | Akiyama Momoko · Japão          |
| Junior Feminino por equipe  | Japão                           | China                            | Sem premiação                   |

## Quadro de medalhas
| Ordem | País           | Medalha de ouro | Medalha de prata | Medalha de bronze | Total |
| ----- | -------------- | --------------- | ---------------- | ----------------- | ----- |
| 1     | Japão          | 4               | 3                | 3                 | 10    |
| 2     | Bahrein        | 4               | 2                | 2                 | 8     |
| 3     | China          | 0               | 3                | 0                 | 3     |
| 4     | Arábia Saudita | 0               | 0                | 2                 | 2     |
| Total | Total          | 8               | 8                | 7                 | 23    |